# 서울은진초등학교

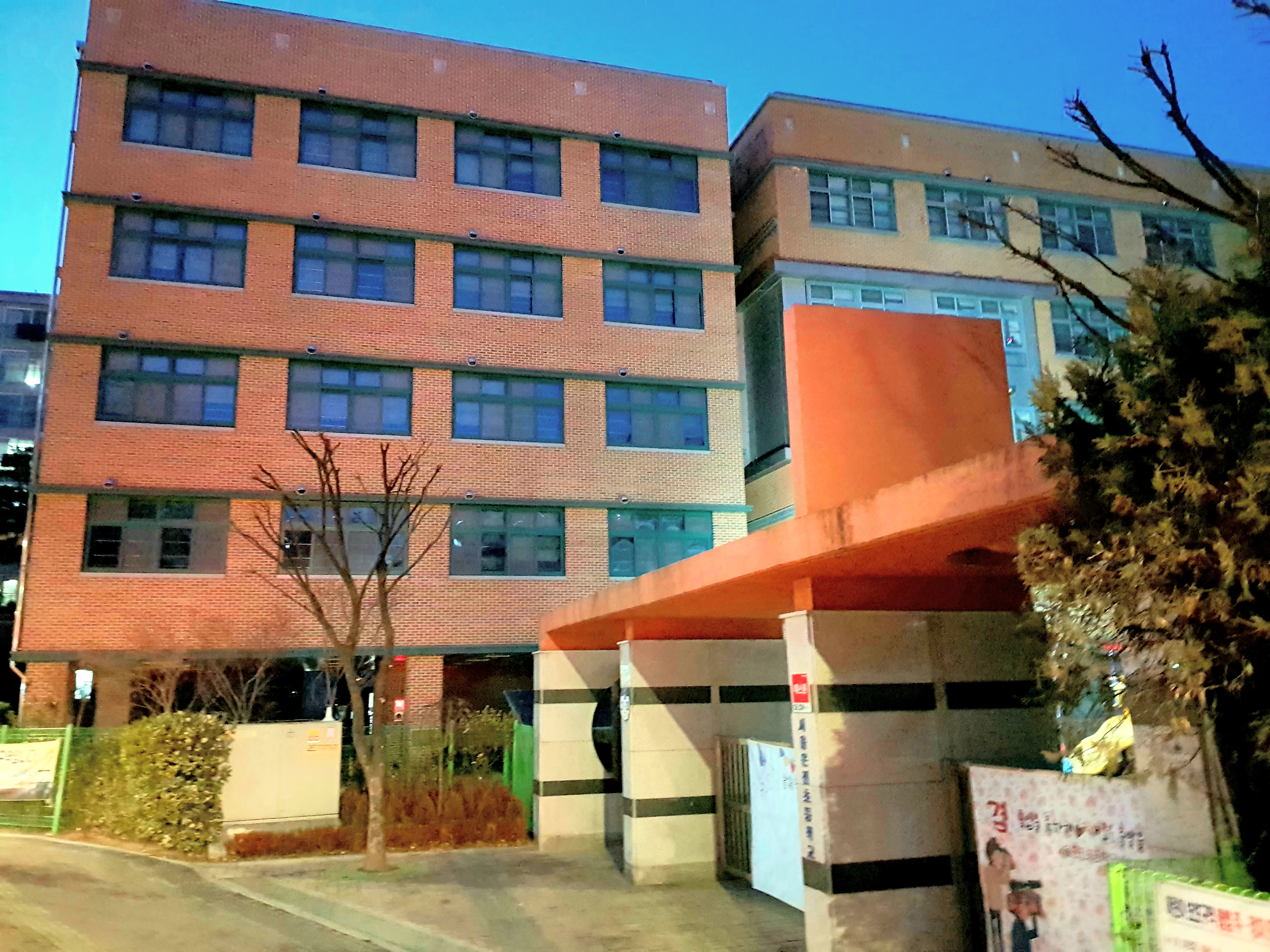
서울은진초등학교 신관

서울은진초등학교(서울恩津初等學校)는 대한민국 서울특별시 은평구에 있는 공립 초등학교이다.

## 연혁
- 2009년 4월 30일: 개교
- 2019년 3월 2일: 신관 개교